# کینشپرک ناد اوهری
کینشپرک ناد اوهری (به چکی: Kynšperk nad Ohří) یک منطقهٔ مسکونی و شهرستان دارای شهرک سابقاً روستا در جمهوری چک است که در ناحیه سوکولوو واقع شده‌است.
 کینشپرک ناد اوهری  ۵٬۱۱۱ نفر جمعیت دارد.